# Tobias Harris
Tobias John Harris (Dix Hills, Nova York, 15 d'agost de 1992) és un jugador professional de bàsquet nord-americà que pertany a la plantilla dels Detroit Pistons de l'NBA. Amb 2,06 metres (6 peus i 9 polzades) d'alçada, juga en les posicions d'aler i aler pivot.